# Huamantla
Huamantla (Nahuatl in etwa: ‚Ort der zusammenstehenden Bäume‘) ist eine Stadt im mexikanischen Bundesstaat Tlaxcala in Zentralmexiko. Huamantla wurde als sogenanntes Pueblo Mágico (magischer Ort) vom SECTUR (Sekretariat für Tourismus in Mexiko) ausgezeichnet.
Huamantla hat gut 50.000 Einwohner und ist Verwaltungssitz des Municipio Huamantla.

## Geschichte
- Postklassische Periode: Otomí migrieren von Chiapan, heute auf dem Gebiet des Bundesstaats México nach Huamantla, entsprechend dem Codex Huamantla.
- 1847: Schlacht von Huamantla, während der US-Invasion in Mexiko.

## Geographie
Huamantla befindet sich in der zentralmexikanischen Hochebene, nach Südwesten unterbrochen vom etwa 15 km entfernten inaktiven Vulkan Malintzin.

## Kultur
Huamantla ist ein mexikanisches Zentrum für Stierkämpfe. Bei einem der wichtigsten Volksfeste (Huamantlada) finden Stierläufe (encierros) statt. In Huamantla findet außerdem ein internationales Fest für Puppenspiele statt. Zu Ostern findet ein farbenfrohes Fest (Feria) statt, bei dem die Straßen der Stadt mit Mustern aus gefärbtem Sägemehl gepflastert werden (Alfombras de aserrín).

## Persönlichkeiten
- Miguel Arroyo (1966–2020), Radrennfahrer